# Carl Wilhelm Koenemann
Carl Wilhelm Koenemann (* um 1814 in Barmen, Generalgouvernement Berg; † 19. September 1890 ebenda) war ein deutscher Porträtmaler der Düsseldorfer Schule.

## Leben
Koenemann besuchte in den Jahren 1832 bis 1836 die Kunstakademie Düsseldorf. Dort war er 1832/1833 Schüler der Vorbereitungs- und Antikenklasse von Karl Ferdinand Sohn. Von 1833 bis 1836 unterrichtete ihn Theodor Hildebrandt in der Malerklasse, ehe er im 4. Quartal 1836 einen einjährigen Militärdienst antrat. 1837 beschickte er eine Ausstellung des Leipziger Kunstvereins mit einem „Studienkopf“.